# Zygmunt Niewiadomski
Zygmunt Konrad Niewiadomski (ur. 1 czerwca 1950 w Zamościu) – polski prawnik, profesor nauk prawnych, nauczyciel akademicki, sędzia Naczelnego Sądu Administracyjnego w stanie spoczynku.

## Życiorys
Studia prawnicze ukończył na Wydziale Prawa i Administracji Uniwersytetu Marii Curie-Skłodowskiej w Lublinie w 1972 r. Tam rozpoczął pracę w charakterze pracownika naukowo-dydaktycznego, uzyskując stopnie naukowe: doktora (1981) i doktora habilitowanego nauk prawnych (1989). Tytuł naukowy profesora nauk prawnych uzyskał w 1996 r. Stażysta Uniwersytetu w Zurichu oraz Akademii Badań Przestrzennych i Planowania Krajowego w Hanowerze. Absolwent studiów podyplomowych w Międzynarodowym Instytucie Administracji Publicznej w Paryżu (planowanie przestrzenne obszarów wiejskich). Od 1980 r. pracuje w instytucjach naukowych w Warszawie: Instytucie Administracji i Zarządzania (adiunkt, docent, sekretarz naukowy), Instytucie Gospodarki Przestrzennej i Komunalnej (profesor, a w latach 1990–1996 dyrektor) oraz Uniwersytecie Kardynała Stefana Wyszyńskiego (profesor zwyczajny, kierownik Katedry Prawa Administracyjnego, a w latach 1999–2003 prorektor). Rektor Wyższej Szkoły Zarządzania Personelem w Warszawie (2002-2003). 
W latach 2003 - 2025 pracował w Szkole Głównej Handlowej (SGH) na stanowisku profesora zwyczajnego,  pełniąc m.in. funkcję kierownika Katedry Prawa Gospodarczego, dyrektora Instytutu Prawa i Polityki Gospodarczej oraz kierownika studiów podyplomowych: Podstaw prawno-ekonomicznych procesu inwestycyjnego i Zamówień publicznych. Od 1994 r. jest sędzią Naczelnego Sądu Administracyjnego, od 2010 r. w stanie spoczynku.
Specjalizuje się w prawie administracyjnym i gospodarczym (gospodarka przestrzenna, proces inwestycyjno-budowany, samorząd terytorialny). Autor licznych publikacji z tego zakresu, w tym współredaktor i współautor „Systemu prawa administracyjnego”, wielokrotnie wznawianych komentarzy do prawa budowlanego oraz ustawy o planowaniu i zagospodarowaniu przestrzennym, Wielkiej Encyklopedii Prawa (Prawo administracyjne), Leksykonu Pojęć Planistycznych Polski i Niemiec, oraz podręczników akademickich z prawa administracyjnego, samorządu terytorialnego i planowania przestrzennego. Z tego też zakresu prowadził wykłady w Szkole Głównej Handlowej, a także na: Uniwersytecie Warszawskim w Centrum Studiów Samorządu Terytorialnego, Politechnice Warszawskiej w Kolegium Nauk Społecznych oraz Wyższej Szkole Prawa i Administracji w Rzeszowie. 
Wypromował siedmiu doktorów nauk prawnych oraz kilkuset magistrów prawa i administracji. Promotor doktoratu honoris causa SGH nadanego prof. dr. hab. Stanisławowi Sołtysińskiemu. Recenzent w siedmiu postępowaniach o nadanie tytułu naukowego profesora nauk prawnych oraz w ponad pięćdziesięciu postępowaniach o nadanie stopnia naukowego: doktora habilitowanego i doktora nauk prawnych.         
Członek krajowych i międzynarodowych gremiów naukowych: w latach 1990-1999 w Komitecie Przestrzennego Zagospodarowania Kraju Polskiej Akademii Nauk (KPZK PAN), w tym jedną kadencję w Prezydium (1993-1995). Członek Lubelskiego Towarzystwa Naukowego oraz Towarzystwa Naukowego KUL. Od 1995 r. członek rzeczywisty Akademie für Raumforschung und Landesplanung (aktualnie Akademie für Raumentwicklung in der Leibniz-Gemeinschaft) z siedzibą w Hanowerze.
Wchodzi w skład rad programowych czasopism naukowych, w tym Przeglądu Prawa Publicznego, Samorządu Terytorialnego oraz Studiów i Prac Kolegium Zarządzania i Finansów SGH. 
Członek gremiów konsultacyjnych w kraju (m.in. Rada Samorządowa przy Prezydencie RP 1992-1995 oraz Państwowa Rada Gospodarki Przestrzennej 1996-1997) i za granicą (m.in. Rada Konsultacyjna Stowarzyszenia Regionów Europejskich 1995-1997 oraz Rada Doradcza przy Ministrze Komunikacji, Budownictwa i Mieszkalnictwa RFN 1999-2003). 
Od 1990 r. ekspert komisji sejmowych i senackich kilku kadencji, właściwych w sprawach samorządu terytorialnego, prawa budowlanego i planowania przestrzennego. W tym charakterze brał aktywny udział w pracach legislacyjnych przywracających instytucję samorządu terytorialnego oraz statuujących nowy system prawny planowania przestrzennego. Współautor projektu założeń polityki komunalnej państwa (1993). Autor ekspertyzy prawnej do Koncepcji Przestrzennego Zagospodarowanie Kraju 2008-2033 (KPZK PAN oraz Ministerstwo Rozwoju Regionalnego, Warszawa 2008). Inicjator opracowania projektu kodeksu urbanistyczno-budowlanego i powołania Komisji Kodyfikacyjnej Prawa Budowlanego. W latach 2012–2014 Przewodniczący tej Komisji. Współpracował z Bankiem Światowym przy opracowaniu raportów Doing Business 2017 oraz B-Ready 2025 Business.   
W II edycji rankingu Gazety Prawnej na najbardziej wpływowych prawników w Polsce (2013) zajął 26 miejsce.
Pasjonuje się historią Zamościa i dorobkiem prawno-urbanistycznym założyciela miasta Jana Zamoyskiego.

## Odznaczenia i wyróżnienia
Odznaczony Krzyżem Kawalerskim Orderu Odrodzenia Polski (1999) oraz Krzyżem Oficerskim Orderu Odrodzenia Polski (2012). Wyróżniony Medalem za Zasługi dla Wymiaru Sprawiedliwości (2010) i Medalem Komisji Edukacji Narodowej (2011) oraz Medalem Pro Masovia (2024). Laureat nagród naukowych Ministra Gospodarki Przestrzennej i Budownictwa (1988) oraz Ministra Infrastruktury (2002).

## Wybrane publikacje
- Planowanie przestrzenne w systemie zadań samorządu terytorialnego. Zagadnienia administracyjno-prawne. Studia KPZK PAN, Wydawnictwo Naukowe PWN, Warszawa 1994[16].
- Deutsch-polnisches Handbuch der Planungsbegriffe. Polsko-Niemiecki Leksykon Pojęć Planistycznych (współredaktor i współautor), Akademie für Raumforschung und Landesplanung, Hannover-Warschau 2001[17].
- Prawo administracyjne (redaktor i współautor), 6 wydań, LexisNexis, Warszawa 2002-2013[18].
- Planowanie przestrzenne. Zarys systemu, Wydawnictwo Prawnicze LexisNexis, Warszawa 2003[19].
- Planowanie i zagospodarowanie przestrzenne. Komentarz (redaktor i współautor), 13 wydań, C.H. Beck, Warszawa 2004-2023[20].
- Prawo budowlane. Komentarz (redaktor i współautor), 12 wydań, C.H. Beck, Warszawa 2006-2024[21].
- Pojęcie administracji publicznej, (w:) System prawa administracyjnego. Tom I. Instytucje prawa administracyjnego, red. R. Hauser, Z. Niewiadomski, A. Wróbel, C.H. Beck, Warszawa 2010[22].
- Samorząd terytorialny, (w:) System prawa administracyjnego. Tom VI. Podmioty administrujące, red. R. Hauser, Z. Niewiadomski, A. Wróbel, C.H. Beck, Warszawa 2011[23].
- Ustawa o samorządzie gminnym. Komentarz z odniesieniami do ustaw o samorządzie powiatowym i samorządzie województwa (współredaktor i współautor), C.H. Beck , Warszawa 2011[24].
- Konstytucyjne aspekty regulacji procesu inwestycyjno-budowlanego (wespół z Romanem Hauserem), Państwo i Prawo 2015/6[25].
- Wielka Encyklopedia Prawa. Prawo administracyjne (współredaktor i współautor), Fundacja „Ubi societas, ibi ius”, Warszawa 2020[26].
- O znaczeniu tradycyjnej konstrukcji prawnej samorządu terytorialnego w warunkach współczesności, Ruch Prawniczy, Ekonomiczny i Socjologiczny 2020/4[27].
- Teoretyczne podstawy samorządu, w tym samorządu terytorialnego (w:) System prawa samorządu terytorialnego Tom I, Wolter Kluwer, Warszawa 2022[28].